# Борисов, Евгений Германович
Евге́ний Ге́рманович Бори́сов (11 марта 1980, Чебоксары, Чувашская АССР, СССР) — российский военный, общественный и политический деятель. Герой Российской Федерации (2000). 
Участник Второй чеченской войны (1999), вторжения России на Украину (с 2023). Младший лейтенант (2023). Депутат Государственного совета Чувашской Республики (с 2009). Член партии «Единая Россия».

## Биография

### Происхождение
Родился в 1980 году в городе Чебоксары в семье рабочих. В 1994 году после смерти отца переехал в деревню Тиуши Моргаушского района Чувашской АССР. Учился в Шатьмапсинской ООШ. В 1997 году окончил Тиушскую среднюю школу Моргаушского района Чувашской Республики.

### Военная служба
В мае 1998 года был призван в ряды Вооружённых сил Российской Федерации. Служил в сухопутных войсках Северо-Кавказского военного округа. Командир отделения инженерно-сапёрной роты мотострелкового полка.
Действуя в составе войсковой маневренной группы, младший сержант Борисов обезвредил восемь взрывных устройств, установленных боевиками на маршрутах следования техники подразделения.
В октябре 1999 года в составе бронегруппы выполнял задачу по подавлению огневых позиций боевиков. Находясь на танке, ворвался на окраину населённого пункта. Экипаж танка и сапёры своими действиями отвлекали огонь боевиков на себя и тем самым дали возможность основным силам группы выполнить боевую задачу. После того, как танк был подбит выстрелом из гранатомета, Борисов занял позицию и своим огнём дал возможность экипажу танка устранить повреждения. Во время боя получил тяжёлое ранение. Выходя из окружения, два раза вступал в бой с засадами чеченских боевиков. В течение четырёх суток, теряя сознание от холода и потери крови, с обмороженными ногами, сумел пробиться к расположению российских федеральных войск.

### Политическая и общественная деятельность
В 2000 году поступил на очное отделение юридического факультета ЧГУ им. И. Н. Ульянова, в дальнейшем перевелся на заочное отделение экономического факультета вуза. 
В 2009 году был избран депутатом Государственного совета Чувашской Республики. Был членом Комитета Государственного совета Чувашской Республики по социальной политике, здравоохранению, физической культуре и спорту. Член Всероссийской политической партии «Единая Россия». Член правления Чувашского регионального отделения Общероссийской общественной организации инвалидов войны в Афганистане. Президент Общественной организации «Федерация Ку-До» Чувашской Республики. Сопредседатель Чувашского республиканского отделения Общероссийского народного фронта.
С 2021 года заочно учился на юридическом факультете в Чебоксарском кооперативном институте, в котором диплом о высшем образовании получил в 2023 году.

### Уголовное дело и приговор суда
В июне 2014 года Борисов был арестован. В апреле 2016 года судом в Чебоксарах Борисов и ещё три члена преступной группы были приговорены к 6,5 годам лишения свободы с отбыванием наказания в колонии общего режима и к штрафу в размере 10 млн рублей. Решением суда Борисов был лишён звания Героя Российской Федерации. Обвиняемые были признаны виновными в совершении преступлений, предусмотренных п. «б» ч. 2 ст. 171.2 Уголовного кодекса РФ (организация и проведение азартных игр), и по п. «а» ч. 4 ст. 291 Уголовного кодекса РФ (дача взятки). 11 октября 2016 года Верховный суд Чувашской Республики оставил в силе внесенный приговор. По этому делу был также осуждён брат Евгения Борисова.  Защитником Е. Борисова был депутат Госсовета Чувашии, председатель Чувашской национальной коллегии адвокатов Виктор Ильин.
21 июля 2017 года Президиум Верховного суда Чувашской Республики изменил приговор, исключив из него дополнительное наказание в виде лишения Е. Г. Борисова высшей государственной награды — звания Героя Российской Федерации.

### Участие в российском нападении на Украину
В июле 2023 года, в составе группы добровольцев, выехал для участия в российском вторжении на Украину, при этом ему было присвоено воинское звание прапорщик. С 13 декабря 2023 года — младший лейтенант. Награжден медалью «За отвагу».

## Семья
Женат. Воспитывает дочь Милену (2003 г. р.) и сына Максима (старший ребёнок).

## Награды

### Государственные награды
- Герой Российской Федерации с вручением медали «Золотая звезда» — Указом Президента Российской Федерации от 21 февраля 2000 года за мужество и героизм, проявленные при ликвидации незаконных вооружённых формирований в Северо-Кавказском регионе;
- Медаль «За отвагу» (2023).

### Региональные награды
- Памятная медаль «100-летие образования Чувашской автономной области» (2020).

### Общественные награды
- Медаль «За службу на Северном Кавказе» (награда Организации Ветеранов Воздушно-десантных войск)
- Медаль «За ратную доблесть» (награда Всероссийской общественной организации (движения) ветеранов «Боевое братство»)
- Медаль «За верность долгу и Отечеству» (награда Организации Ветеранов Воздушно-десантных войск)